# Henrik Gustavsson
Lars Henrik Gustavsson (21 ottobre 1976) è un ex calciatore svedese, di ruolo portiere.

## Caratteristiche tecniche
È spesso considerato un pararigori, avendo neutralizzato numerosi tiri dal dischetto nel corso degli anni.

## Carriera
La sua carriera da professionista si è praticamente svolta tra le file dell'Åtvidaberg, con cui ha debuttato nel 1997. Un anno più tardi è diventato titolare fisso nel campionato di Division 1 Södra, mentre dal 2000 al 2009 ha sempre militato in Superettan, ad eccezione dell'annata 2001.
In occasione della stagione 2010 Gustavsson ha debuttato in Allsvenskan, con la sua squadra ritornata a disputare la massima serie dopo l'ultima apparizione del 1982. Confermato tra i pali anche negli anni a seguire, nell'ottobre 2013 ha firmato un ulteriore rinnovo contrattuale nonostante i 37 anni di età.
Aveva deciso di terminare la carriera professionistica a 39 anni una volta finita la stagione 2015, conclusa con la retrocessione in Superettan, continuando comunque a giocare ad un livello molto più basso, quello della settima serie nazionale.
"Fimpen", questo il suo soprannome, tuttavia è tornato all'Åtvidaberg nell'agosto 2016 come riserva fino al termine della stagione, dietro al trentenne titolare Gustav Jansson. La squadra è tuttavia retrocessa in terza serie. Nel settembre 2017 è rientrato in rosa, ma nei pochi mesi di lì a fine stagione non ha mai giocato gare ufficiali. Nei due anni successivi, invece, ha giocato spesso titolare, arrivando a scendere in campo anche a ridosso dei 43 anni. Nelle ultime giornate del campionato di Division 1 2019 ha anche iniziato ad affiancare il nuovo capoallenatore Jesper Ny alla guida tecnica del club, ma ciò non ha impedito un'ulteriore retrocessione, che ha portato il club in quarta serie.